# Comtat d'Aroostook
El Comtat d'Aroostook — Aroostook County (anglès) — és un comtat dels Estats Units situat a l'estat de Maine. El seu nom és amerindi i significa “riu bonic” Al cens de 2010 tenia 71,870 habitants. La seu del comtat és a Houlton. A Maine aquest comtat es coneix simplement com "The County" i és un dels comtats amb més superfície d'entre els comtats dels Estats Units a l'est del riu Mississipi (el comtat de Saint Louis a Minnesota és el comtat amb més extensió total del país).
La seva ciutat amb més habitants és Presque Isle.
Com que és el comtat més al nord de Maine, també la seva ciutat més septentrional, Estcourt Station, és la població més al nord de Nova Anglaterra. El comtat d'Aroostook és conegut pel seu conreu de patateres i també per la seva cultura d'Acàdia. En la regió més al nord del comtat, que fa frontera amb el comtat de Madawaska, Nova Brunswick, molts dels seus residents són bilingües (anglès i francès). També s'hi ha desenvolupat molt l'energia eòlica.

## Geografia
Segons el cens del 2000, aquest comtat té una superfície de 6,828.79 milles quadrades (17,686.5 km2), de les quals 6,671.54 milles quadrades (17,279.2 km2) (o el 97,70%) és superfície terrestre i 157.25 milles quadrades (407.3 km2) (o el 2,30%) és d'aigua.

### Comtats dels Estats Units adjacents
- Comtat de Washington, Maine - al sud-est
- Comtat de Penobscot, Maine - al sud
- Comtat de Piscataquis, Maine- sud
- Comtat de Somerset, Maine- sud-oest

### Comtats del Canadà adjacents
- Comtat de Madawaska, Nova Brunswick - al nord-est
- Comtat de Victoria, Nova Brunswick - a l'est
- Comtat de Carleton, Nova Brunswick - a l'est
- Comtat de York, Nova Brunswick - al sud-est

### Reserves d'amerindis
- Aroostook Band of Mi'kmaq Indians Reservation, situada a Presque Isle, Maine
- Houlton Band of Maliseet Indians Reservation, situada a Houlton, Maine

### Zones nacionals protegides
- Aroostook National Wildlife Refuge

## Història
El comtat d'Aroostook es va formar l'any 1839 a partir de zones del comtat de Penobscot i el comtat de Washington (Maine). Part d'aquest territori estava dins la disputa que va conduir a la "Guerra d'Aroostook".